# Benorylate
Benorylate là hợp chất của paracetamol và một ester của aspirin. Nó được sử dụng như một thuốc chống viêm và hạ sốt. Trong điều trị sốt ở trẻ em, nó có tác dụng kém hơn paracetamol và aspirin khi dùng riêng rẽ. Do benorylate bị biến đổi thành aspirin nên nó không được dùng cho trẻ em có liên quan đến hội chứng Reye.